# Zadní Vydří
Zadní Vydří (en allemand : Hinter Wiedern) est une commune du district de Jihlava, dans la région de Vysočina, en République tchèque. Sa population s'élevait à 52 habitants en 2024.

## Géographie
Zadní Vydří se trouve à 7 km au sud-sud-ouest de Telč, à 32 km au sud-sud-ouest de Jihlava et à 127 km au sud-est de Prague.
La commune est limitée par Mysletice au nord-est, par Kostelní Myslová au nord, par Černíč et Dačice à l'est, par Kostelní Vydří au sud, par Dačice au sud et au sud-ouest.

## Histoire
La première mention écrite de la localité date de 1385.

## Transports
Par la route, Zadní Vydří se trouve à 7 km de Telč, à 36 km de Jihlava et à 159 km de Prague.